# 北京景山学校

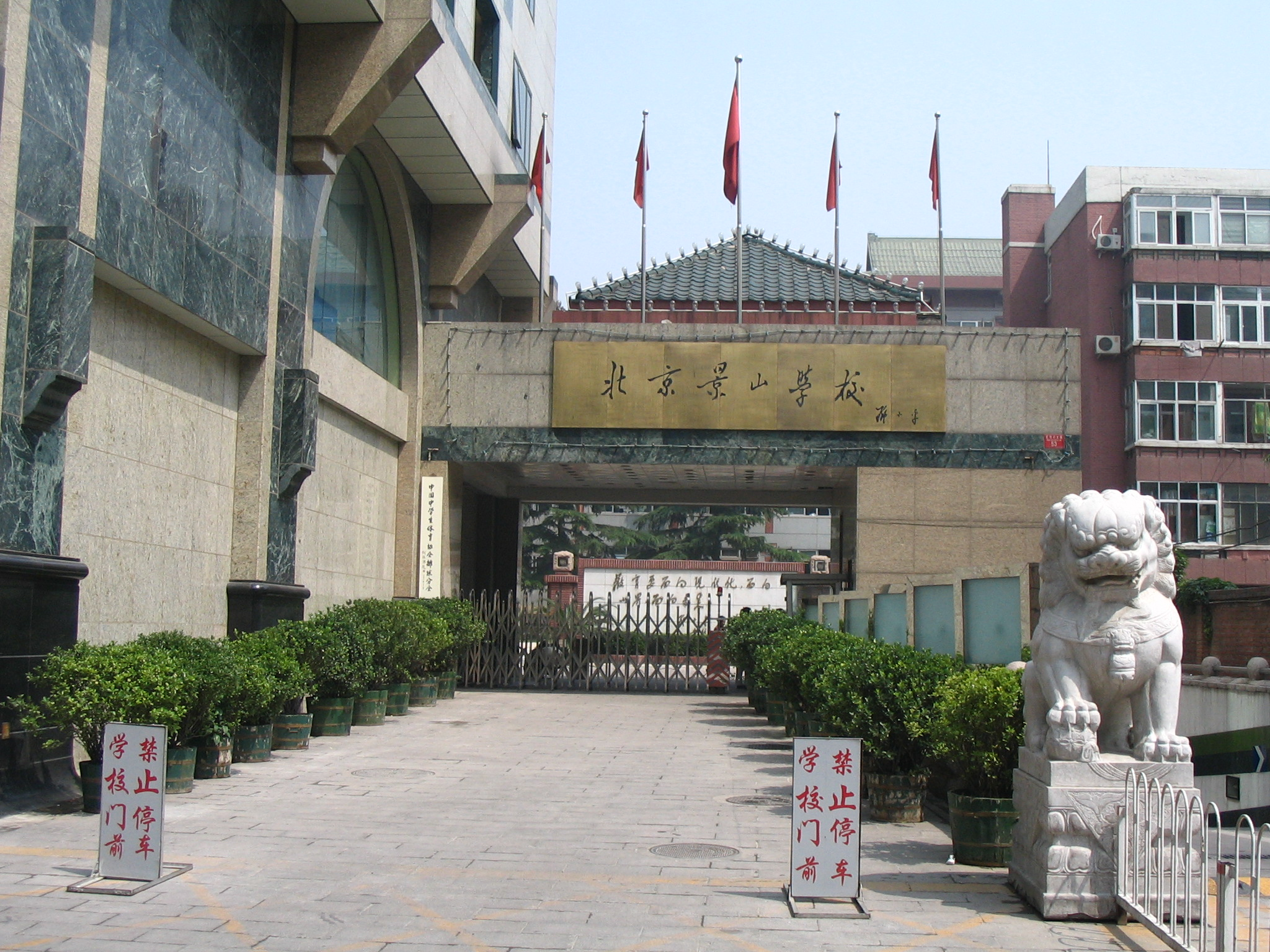
校舍正門

北京景山学校是1960年代建立的一所集小学、初中、高中于一体的学校，位于中国北京市东城区，是北京市高中示范校。该校创办于1960年春，1977年成为全国重点学校，1978年成为北京市重点学校。1983年國慶節，时任中共中央顾问委员会主任邓小平为景山学校题词：「教育要面向现代化，面向世界，面向未来」。
北京景山学校占地面积32亩，建筑面积33000平方米。拥有体育场、馆、游泳馆、形体训练馆、天象馆及实验室等。图书馆藏书8万册。

## 学校学制
北京景山学校的学制与城区其他学校不同，现行学制为小学5年，初中4年，高中3年。小学、初中实行九年一贯义务教育，学生小学毕业后可直接升入景山学校的初中部（不含高中部）。

## 知名校友
- 习明泽, 中共八老习仲勋之孙女, 习近平之女
- 胡海清, 胡錦濤之女
- 胡海峰,胡锦涛之子,中华人民共和国民政部副部长
- 薄瓜瓜, 中共八老薄一波之孙，薄熙来之子
- 鄧卓棣, 中共八老鄧小平之孫
- 卓泝, 中共八老鄧小平之外孫
- 卓玥, 中共八老鄧小平之外孫女
- 張又俠, 中共中央軍委副主席
- Wen Yan Wah, 溫家寶孫輩
- 李小林, 中共八老李先念之女
- 劉太遲, 劉伯承之子
- 劉蒙, 劉伯承之子
- 刘雁翎, 劉伯承之女
- 罗琳娜, 罗荣垣之女
- 罗朵朵, 罗瑞卿之女
- 肖霜, 肖华之女
- 葉德中, 葉劍英之孫
- 羅寧, 羅榮桓之女
- 賀黎明, 賀龍之女
- 周亦斐, 鲁迅之孙
- 万欢, 曹禺之女
- 謝承潤, 謝國民姪孫
- Kevin Yujiang Wu, 吳官正孫輩
- Constance Tianjiao Ma, 马朝旭之女

## 分部

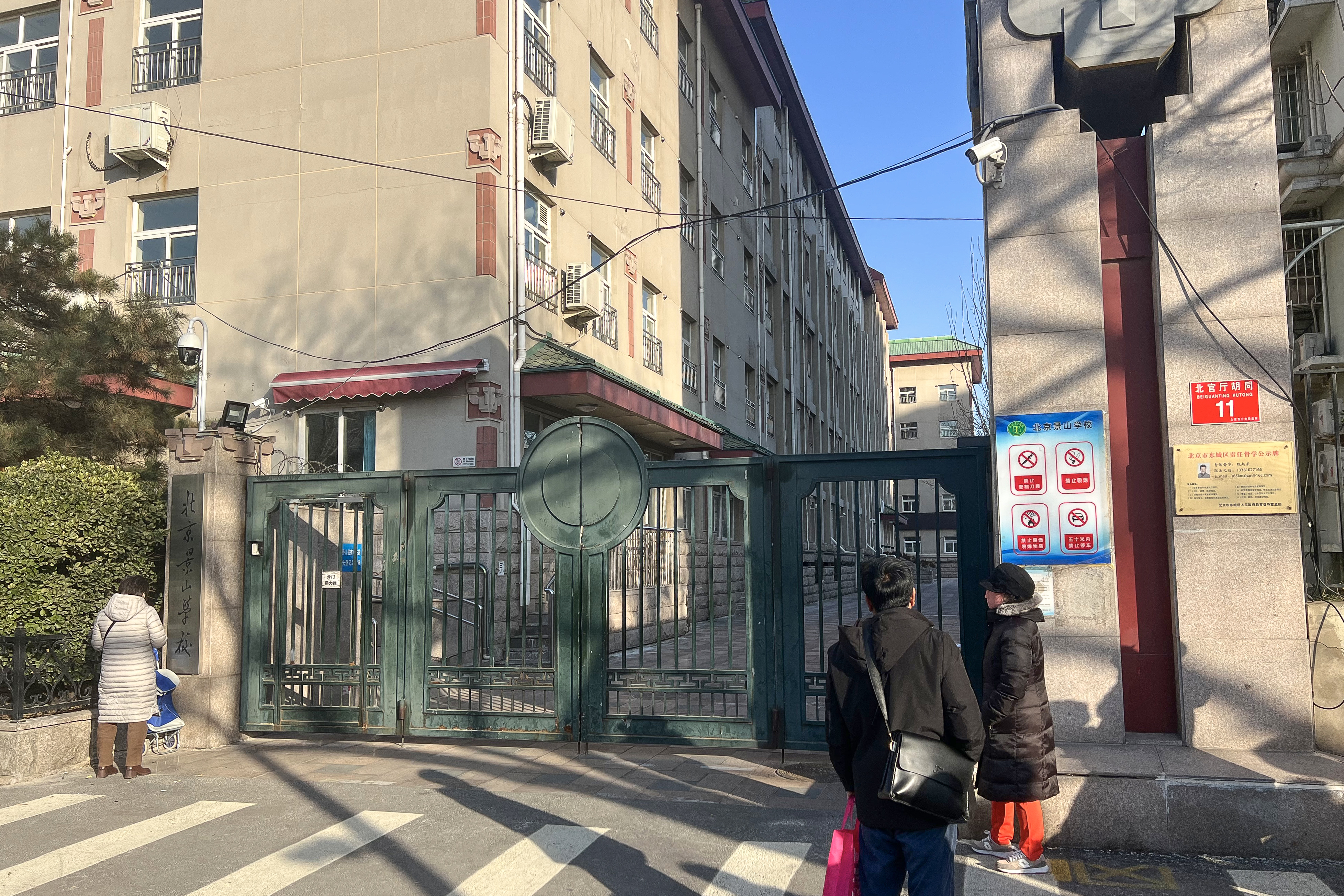
景山学校北校区

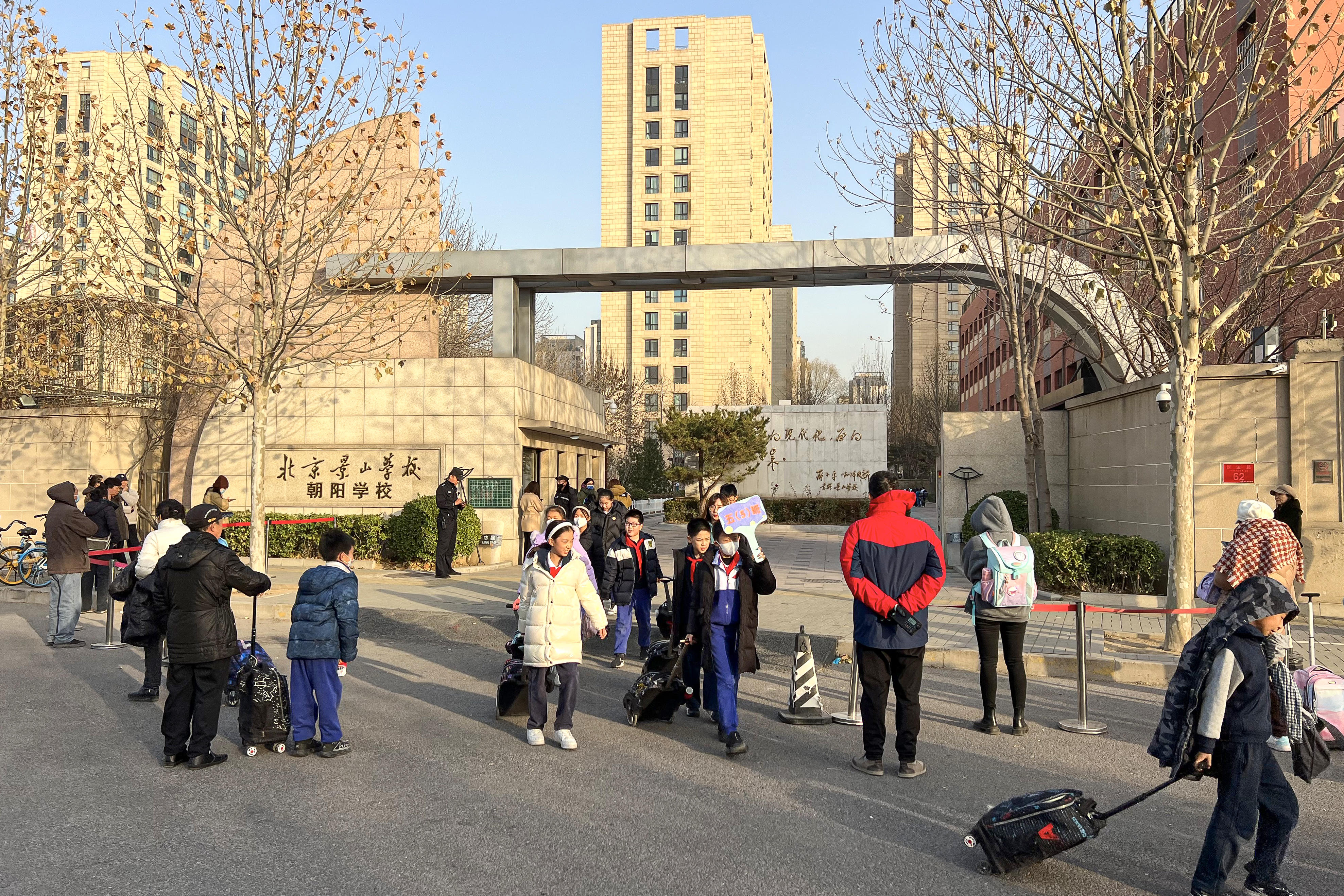
位于来广营地区的景山学校朝阳学校

北京景山实验学校是北京景山学校的分部，成立于1996年，位于昌平区北七家镇王府街，是一所全日制寄宿学校，与北京景山学校实行同一学制，共享教学资源，直至2010年改为北京王府外国语学校（北京王府学校院内）。
此外，景山学校在东城北官厅设有北校区，并在朝阳、大兴、门头沟、石景山、通州区设有分校。

## 相关链接
- 北京景山学校网站

1. ↑  . 北京考试报. 2014-04-16  [2024-04-02]. （原始内容存档于2024-06-25）. 例如景山学校倡导“大教育观”，实行“五四三”学制，即小学五年、初中四年、高中三年